# Anna Laura Tiessen

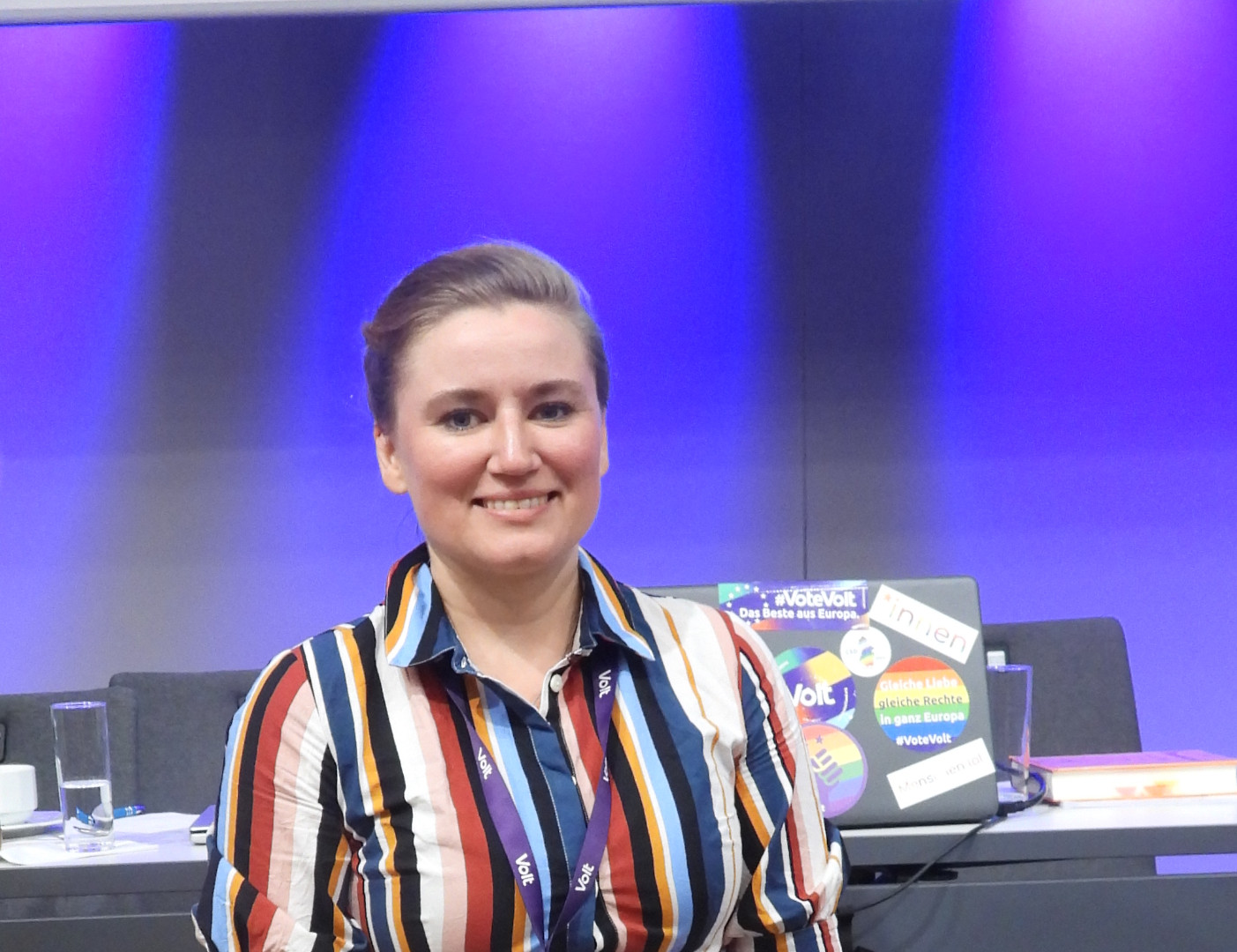
Anna Laura Tiessen (2023)

Anna Laura Tiessen (* 1988 in Hamburg) ist eine deutsche Politikerin und Bundesvorsitzende der Partei Volt Deutschland. Sie wurde am 17. März 2024 bei einem Außerordentlichen Parteitag, der online ausgerichtet wurde, neu gewählt. Zuvor  war sie  seit Juni 2023 stellvertretende Bundesvorsitzende sowie von 2021 bis 2023 Landesvorsitzende in Bremen.

## Leben
Tiessen war Gründungsmitglied des Landesverbands von Volt in Bremen und von 2021 bis 2023 auch dessen Landesvorsitzende. Am 26. Juni 2023 wurde sie auf dem Bundesparteitag in Braunschweig in den Bundesvorstand gewählt und gab ihr Amt auf Landesebene an Lotta von Bötticher ab.
Bei der Bundestagswahl 2021 kandidierte Tiessen als Spitzenkandidatin der Landesliste in Bremen.
Auf dem Außerordentlichen Bundesparteitag am 17. März 2024 wurde Tiessen zur neuen Vorstandsvorsitzenden von Volt Deutschland gewählt und übernahm damit das Amt von  Lara Neumann. Der Parteitag wurde online durchgeführt, womit ein neues Bundesgesetz von Anfang März, das die Durchführung von Online-Parteitagen erlaubt, genutzt werden konnte. Da sie zuvor stellvertretende Vorsitzende war, wurde diese Position mit der Wahl von Carolin Vogt neu nachbesetzt. Am gleichen Parteitag wurden auch Leah Arlaud und Jeffrey Ludwig als weitere neue stellvertretende Vorsitzende gewählt.

## Politische Position
Tiessen setzt sich für eine Verbesserung der Menschenrechte und Toleranz und mehr Investitionen in Bildung und Forschung ein und unterstützt eine Demokratisierung der Europäischen Union mit dem Ziel, diese in eine föderale Republik umzuwandeln. Sie stellt sich klar gegen Patriotismus, Nationalismus und rechtsextreme Strömungen in Europa.
Ihre politische Arbeit ist nach eigener Aussage „wissenschaftsbasiert und pragmatisch“ und „schon heute gesamteuropäisch“. Damit folgt sie der Linie ihrer Partei, die  in mehr als 30 Ländern in Europa aktiv ist.

## Privates
Tiessen lebt in Bremen. Sie studiert Politikwissenschaften.